# 3-Dimethylaminopropanol
3-Dimethylaminopropanol ist eine chemische Verbindung aus der Stoffgruppe der Aminoalkohole.

## Darstellung
3-Dimethylaminopropanol kann durch wasserfreies Kochen von Dimethylamin und Allylalkohol mit Natriumhydroxid-Flocken und anschließender wässriger Aufarbeitung synthetisiert werden. Das Produkt kann bei dieser Syntheseroute mit Benzol aus der wässrigen Reaktionslösung extrahiert werden.